# Rostekhnadzor
Rostekhnadzor (en russe : Федеральная служба по экологическому, технологическому и атомному надзору (Ростехнадзор)) est l'organisme fédéral russe de sûreté nucléaire.

## Historique
Il a été fondé en 2004.